# Hans Mayer Heuberger
Hans Mayer Heuberger (né le 1er mars 1882 à Leipzig en Allemagne et mort à une date inconnue) était un joueur de football allemand, qui évoluait au milieu de terrain.
Il est connu comme étant le premier joueur allemand de l'histoire à évoluer dans le club de la Juventus.

## Biographie
Il ne joue que deux saisons pour l'équipe lombarde du Milan AC, entre 1905 et 1906, mais fait partie de l'effectif milanais qui fut pour la 2e fois championne d'Italie de son histoire en 1906.
Il disparaît ensuite de la scène sportive pendant quelques années avant de jouer pour la Juventus FC dans le Piémont durant la saison 1909-1910.

## Palmarès
Milan AC
- Championnat d'Italie (1) :
  - Champion : 1906.